# Ferdinand d'Udekem de Guertechin

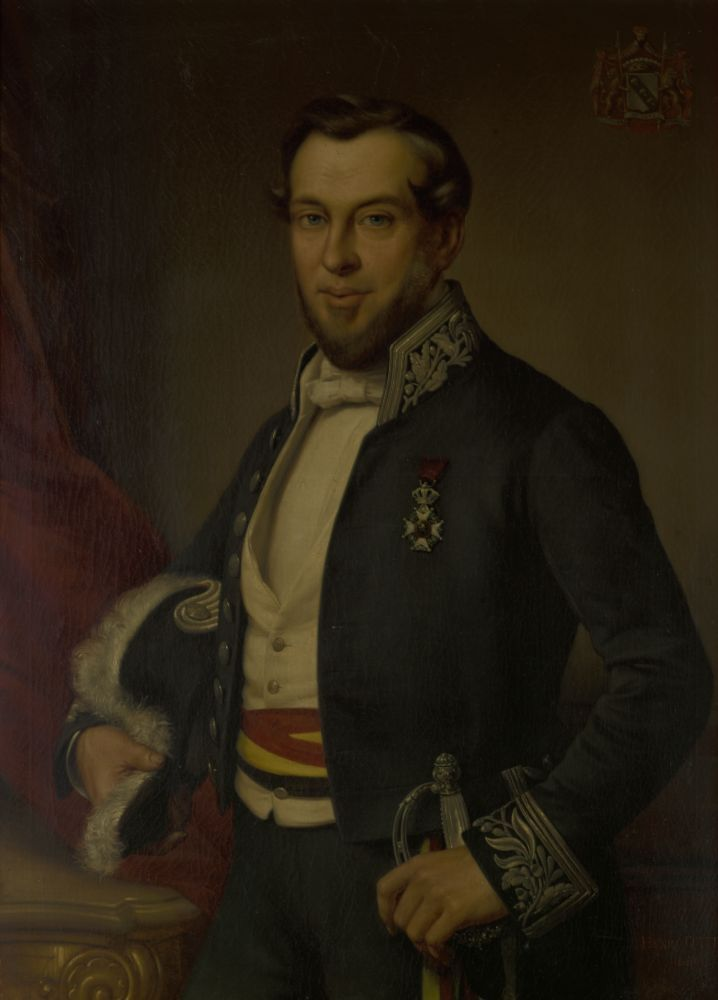
Ferdinand d'Udekem

Ferdinand Thomas Lambert d'Udekem de Guertechin (Leuven, 25 september 1798 - aldaar, 28 maart 1853) was een Belgisch senator.

## Familie
De twee zoons van Ferdinand d'Udekem (1720-1770) en Marie de la Bawette (1732-1768) stichtten elk een familietak. De oudste, baron Jacques d'Udekem (1758-1829), liet zijn adellijke status in 1816 erkennen. Zijn kleinzoon Jacques (1828-1900) was de eerste van deze tak die vanaf 1886 d'Acoz aan de familienaam mocht toevoegen. Tot deze familie d'Udekem d'Acoz behoort koningin Mathilde van België. 
De tweede zoon, François d'Udekem (1764-1833), vader van de hier behandelde Ferdinand, noemde zich onder het ancien régime heer van Guertechin. Hij liet zijn adellijke status echter niet erkennen onder het Verenigd koninkrijk der Nederlanden, zodat noch hij noch Ferdinand formeel tot de adel behoorden. Beide noemden zich niettemin d'Udekem de Guertechin. De naamtoevoeging werd echter pas in 1888 geofficialiseerd ten gunste van de zoon van Ferdinand, Léon d'Udekem de Guertechin (1827-1897). Ferdinand had in 1852 vergunning verkregen de baronstitel te dragen, hetgeen een onrechtstreekse adelserkenning zou hebben betekend, maar hij overleed zonder de vereiste open brieven te hebben gelicht, zodat het koninklijk besluit zonder uitvoering bleef. De formele adelserkenning werd pas in 1891 toegekend aan zijn zoon Leon.
De vader van Ferdinand, François Philippe Félix d'Udekem, getrouwd met Jeanne de Cupere (1767-1844), was schepen van Leuven. Ferdinand trouwde met Adèle van der Stegen de Schrieck. Het is dus hun zoon Léon, die door zijn adelserkenning in 1891 de stamvader werd van de adellijk erkende tak d'Udekem de Guertechin.

## Levensloop
Ferdinand studeerde rechten (1817-1824) aan de Rijksuniversiteit Leuven. 
In 1837 werd hij verkozen tot gemeenteraadslid van Leuven en was er schepen (1837-1842) en burgemeester (1842-1852). Tijdens de laatste maanden die hem van de dood scheidden bleef hij als gemeenteraadslid zetelen. Van 1840 tot 1848 was hij ook provincieraadslid voor de provincie Brabant.
In 1848 werd hij verkozen tot liberaal senator voor het arrondissement Leuven en oefende dit mandaat uit tot in september 1851. In november 1851 werd hij opnieuw senator, ditmaal voor het arrondissement Brussel. Hij bleef zetelen tot aan zijn dood.